# Davide Stirpe
Davide Stirpe (Roma, 1º agosto 1992) è un pilota motociclistico italiano, tre volte campione italiano della classe Supersport: nel 2017, 2021 e 2024.

## Carriera
Inizia a competere in vari livelli del Campionato Italiano Velocità partendo dalla classe 125GP dove si classifica 31º nel 2006, undicesimo nel 2007, quarto nel 2008 e tredicesimo nel 2009. Partecipa anche al trofeo Honda RS125R del quale vince l'edizione 2009. In questo periodo Stirpe fa il suo esordio internazionale partecipando, in qualità di wild card al Gran Premio di Indianapolis in sella ad una KTM 125 FRR gestita dal team ISPA KTM Aran. Chiude la gara al ventisettesimo posto. La stagione successiva partecipa invece al Gran Premio di casa in Italia in sella ad una Honda RS125R del team CRP Racing chiudendo al ventunesimo posto. Nel 2010, in sella ad una Honda, chiude all'ottavo posto nel CIV classe 125. Nel 2011 disputa tre gare, senza ottenere punti del CIV Stock 600 campionato nel quale chiude al quindicesimo posto nel 2012. Nel 2013, con una MV Agusta, conquista quaranta punti ed il tredicesimo posto nel campionato Italiano Stock 600.
Torna a disputare un evento internazionale nel 2014 correndo da wild card il Gran Premio di Misano del Campionato europeo Superstock 600 in sella ad una Kawasaki ZX-6R del team Scuderia Maranga Racing. Chiude la gara al terzo posto. I punti così ottenuti gli consentono di classificarsi al diciannovesimo posto in classifica. Nella stessa stagione è pilota titolare nel campionato italiano Supersport nel quale si classifica ottavo. Nel 2015, ultima stagione della Superstock 600, diviene pilota titolare, con lo stesso team e la stessa motocicletta della gara d'esordio. Disputa una stagione regolare andando quasi sempre a punti, chiude la stagione all'ottavo posto tra i piloti con quarantun'punti ottenuti ed un altro podio in occasione della gara spagnola a Jerez. In questa stagione inoltre, prende parte alla gara finale del Mugello nel campionato Italiano Supersport ottenendo quindici punti ed il ventitreesimo posto in classifica.
Nel 2016 è pilota titolare nel CIV, classe Supersport, dove chiude al sesto posto con una MV Agusta. Nella stessa stagione disputa le sole gare in territorio europeo del mondiale Supersport. Ottiene punti nel solo Gran Premio di Misano chiudendo la stagione al ventinovesimo posto in classifica piloti e quarto nella speciale classifica della Coppa Europa. Nel 2017 è nuovamente titolare nel CIV dove si laurea campione italiano in sella ad una MV Agusta F3 675. Nella stessa stagione disputa la gara di Misano nel mondiale Supersport con il team Factory Vamag chiudendo con un ritiro. Nel 2018, oltre a essere titolare nel Campionato italiano, dove chiude al terzo posto, prende parte alle due gare in territorio italiano del mondiale Supersport con una MV Agusta del tem Extreme Racing BARDAHL non ottenendo punti in classifica. Nel 2019 corre nuovamente nel Campionato Italiano Velocità chiudendo terzo con tre vittorie all'attivo. Nel 2020 è vice-campione italiano Supersport. Nel 2021 conquista il secondo titolo, dopo quello del 2017, con MV Agusta. Totalizza gli stessi punti (179) di Roberto Mercandelli su Yamaha, ma lo sopravanza in virtù del maggior numero di secondi posti ottenuti, avendo vinto lo stesso numero di gare. In questa stessa stagione disputa il Gran Premio di Misano, in qualità di wild card, nel mondiale Supersport sfiorando la zona punti in gara2.
Nel 2022 prende parte alla classe Next Generation del CIV Supersport. In sella ad una MV Agusta F3 800 totalizza sessantun punti e chiude al nono posto. Nel 2023 rimane nella stessa categoria trasferendosi al team ZPM Motorsport Racing alla guida di una Ducati Panigale V2, si classifica al diciassettesimo posto con quaranta punti. Nel 2024 rimane con Ducati passando al team Garage 51 Barni by dto. Porta a termine tutte le gare in calendario non facendo mai peggio di quinto. Totalizza 218 punti conquistando il terzo titolo italiano di categoria.

## Risultati in gara

### Motomondiale
| 2008 | Classe | Moto |  |  |  |  |  |  |  |  |  |  |    |  |  |    |  |  |  |  | Punti | Pos. |
| ---- | ------ | ---- |  |  |  |  |  |  |  |  |  |  | -- |  |  | -- |  |  |  |  | ----- | ---- |
| 2008 | 125    | KTM  |  |  |  |  |  |  |  |  |  |  | NE |  |  | 27 |  |  |  |  | 0     |      |

| 2009 | Classe | Moto  |  |  |  |  |    |  |  |    |  |  |  |  |  |  |  |  |  |  | Punti | Pos. |
| ---- | ------ | ----- |  |  |  |  | -- |  |  | -- |  |  |  |  |  |  |  |  |  |  | ----- | ---- |
| 2009 | 125    | Honda |  |  |  |  | 21 |  |  | NE |  |  |  |  |  |  |  |  |  |  | 0     |      |

| Legenda | 1º posto        | 2º posto            | 3º posto            | A punti      | Senza punti        | Grassetto – Pole position Corsivo – Giro più veloce |
| Legenda | Gara non valida | Non qual./Non part. | Ritirato/Non class. | Squalificato | '-' Dato non disp. | Grassetto – Pole position Corsivo – Giro più veloce |

### Campionato mondiale Supersport
| 2016 | Moto     |  |  |    |    |    |  |    |    |    |    |    |  |  |  |  |  |  |  |  |  |  |  |  |  | Punti | Pos. |
| ---- | -------- |  |  | -- | -- | -- |  | -- | -- | -- | -- | -- |  |  |  |  |  |  |  |  |  |  |  |  |  | ----- | ---- |
| 2016 | Kawasaki |  |  | 19 | 23 | 21 |  | 27 | 10 | 26 | 26 | 20 |  |  |  |  |  |  |  |  |  |  |  |  |  | 6     | 29º  |

| 2017 | Moto      |  |  |  |  |  |  |     |  |  |  |  |  |  |  |  |  |  |  |  |  |  |  |  |  | Punti | Pos. |
| ---- | --------- |  |  |  |  |  |  | --- |  |  |  |  |  |  |  |  |  |  |  |  |  |  |  |  |  | ----- | ---- |
| 2017 | MV Agusta |  |  |  |  |  |  | Rit |  |  |  |  |  |  |  |  |  |  |  |  |  |  |  |  |  | 0     |      |

| 2018 | Moto      |  |  |  |  |    |  |  |    |  |  |  |  |  |  |  |  |  |  |  |  |  |  |  |  | Punti | Pos. |
| ---- | --------- |  |  |  |  | -- |  |  | -- |  |  |  |  |  |  |  |  |  |  |  |  |  |  |  |  | ----- | ---- |
| 2018 | MV Agusta |  |  |  |  | NP |  |  | 16 |  |  |  |  |  |  |  |  |  |  |  |  |  |  |  |  | 0     |      |

| 2021 | Moto      |  |  |  |  |    |    |  |  |  |  |  |  |  |  |  |  |  |  |  |  |  |  |  |  | Punti | Pos. |
| ---- | --------- |  |  |  |  | -- | -- |  |  |  |  |  |  |  |  |  |  |  |  |  |  |  |  |  |  | ----- | ---- |
| 2021 | MV Agusta |  |  |  |  | 20 | 16 |  |  |  |  |  |  |  |  |  |  |  |  |  |  |  |  |  |  | 0     |      |

| Legenda | 1º posto        | 2º posto            | 3º posto           | A punti      | Senza punti        | Grassetto – Pole position Corsivo – Giro più veloce |
| Legenda | Gara non valida | Non qual./Non part. | Ritirato/Non class | Squalificato | '-' Dato non disp. | Grassetto – Pole position Corsivo – Giro più veloce |